# Lea Meyer
Lea Meyer (* 16. September 1997 in Löningen, Niedersachsen) ist eine deutsche Leichtathletin. Ihre Hauptdisziplin ist der 3000-Meter-Hindernislauf.

## Berufsweg
2016 machte Lea Meyer am Copernicus-Gymnasium Löningen ihr Abitur und studiert aktuell Grundschullehramt an der Universität zu Köln.

## Sportliche Laufbahn
In den Schüler- und Jugendklassen erlief Lea Meyer einige Niedersächsische Landes- und Norddeutsche Meistertitel in der Halle, Freiluft sowie im Crosslauf. 2011 nahm Lea Meyer auch an Meisterschaften im Duathlon und Triathlon teil.
Ab dem Jahre 2012 konzentrierte sie sich nur noch auf die Leichtathletik. Im Juli 2012 gewann Lea Meyer in Mönchengladbach als U16-Athletin den Titel über 1500 Meter in der U18-Wertung. Seit 2013 startete sie auch auf der Hindernisstrecke und gewann bei den deutschen U18-Meisterschaften in Rostock den Titel im 1500-Meter-Hindernislauf. Im Dezember des gleichen Jahres nahm sie mit der deutschen U20-Mannschaft an den Europameisterschaften im Crosslauf in Belgrad teil und gewann in der Teamwertung die Bronzemedaille. Im Jahre 2014 konnte Lea Meyer ihren Titel über die 1500-Meter-Hindernisstrecke in Wattenscheid erfolgreich verteidigen. 2016 erlief sie den dritten Platz über die 5000 Meter sowie den zweiten Platz über die 2000 Meter Hindernis. 2017 qualifizierte Lea Meyer sich für die U23-Europameisterschaften im polnischen Bydgoszcz über die 3000-Meter-Hindernisstrecke und belegte dort den 6. Platz. 2018 qualifiziert sie sich für die Crosslauf-Europameisterschaften im niederländischen Tilburg und gewann dort die Goldmedaille mit dem U23-Team der Frauen und belegte den 15. Platz in der Einzelwertung. 2019 gewann sie die Deutschen U23-Meisterschaften im 3000-Meter-Hindernislauf in Wetzlar. Bei den U23-Europameisterschaften im schwedischen Gävle belegte sie den 5. Platz. Zum Abschluss des Jahres erreichte sie den 12. Platz bei den Crosslauf-Europameisterschaften in Lissabon. 2020 gewann Lea Meyer bei den nationalen Meisterschaften in Braunschweig die Silbermedaille über die 3000-Meter-Hindernisstrecke.
Bei den Halleneuropameisterschaften 2021 erreichte sie über die 3000 Meter den siebten Platz im Vorlauf und konnte sich nicht fürs Finale qualifizieren. Bei den Deutschen Meisterschaften 2021 belegte sie erneut den 2. Platz im 3000-Meter-Hindernislauf. Im Juni 2021 unterbot Lea Meyer bei einem internationalen Meeting in Nizza die geforderte Qualifikationsnorm über die 3000-Meter-Hindernisstrecke für die Olympischen Sommerspiele 2020 in Tokio. Dort trat sie im 1. Vorlauf an, ohne sich mit dem 7. Platz und 9:33,00 min für den Endlauf qualifizieren zu können.
2022 konnte Meyer in Abwesenheit der erkälteten Dauergewinnerin Gesa Felicitas Krause die Deutsche Meisterschaft erstmals für sich entscheiden. Bei den Europameisterschaften in München steigerte sie mit 9:15,35 min ihre persönliche Bestzeit um über zehn Sekunden. Als Zweite wurde sie nur von der Albanerin Luiza Gega geschlagen. Die Silbermedaille widmete sie anschließend ihrem ehemaligen Trainer Henning von Papen, der zu Beginn des Jahres verstorben war. Nachdem sie zwischenzeitlich kurz davor gestanden habe, ihre Karriere zu beenden, habe er „den Spaß in mir wieder geweckt“.
2025 gelang ihr in Los Angeles mit 14:58,85 min erstmals eine Zeit unter 15 Minuten über die 5000 Meter. Damit reihte sie sich auf Platz 6 in der ewigen deutschen Bestenliste ein. Zudem erfüllte sie die Norm für die Leichtathletik-Weltmeisterschaften 2025 in Tokio.

## Vereinszugehörigkeit

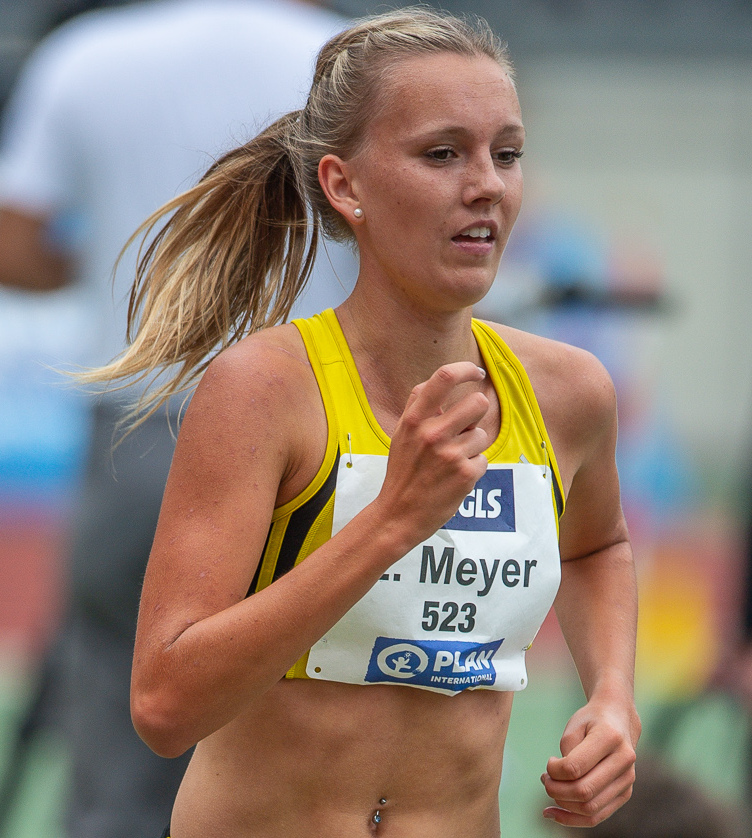
Meyer bei den Deutschen Meisterschaften 2018

Lea Meyer startete bis 2021 für den VfL Löningen, seit 2022 ist sie beim ASV Köln.